# هيلدا وليامز
هيلدا وليامز (بالفرنسية: Hilda Williams)‏ هي نبالة وفنانة هايتية، ولدت في 1924، وتوفيت في 1992.

## وصلات خارجية
- هيلدا وليامز على موقع أوليمبيديا (الإنجليزية)